# Bedwyn (stacja kolejowa)
Bedwyn – stacja kolejowa we wsi Great Bedwyn w pobliżu miasta Marlborough w hrabstwie Wiltshire, na linii Reading – Plymouth. Stacja nie jest zelektryfikowana; pociągi pośpieszne nie zatrzymuj się. Jest stacją końcową dla podmiejskich pociągów z Reading.

## Ruch pasażerski
Ze stacji korzysta 20 398 pasażerów rocznie (dane za okres od kwietnia 2020 do marca 2021). Liczba pasażerów korzystających ze stacji ma tendencję wzrostową. Posiada bezpośrednie połączenia z Taunton, Reading i  Londynem. Pociągi odjeżdżają ze stacji w odstępach godzinnych w każdą stronę.

## Obsługa pasażerów
Przystanek autobusowy, telefon. Stacja dysponuje parkingiem samochodowym na 25 miejsc, nie dysponuje parkingiem rowerowym.